# Domi militiaeque
Domi militiaeque è un'espressione latina, molto ricorrente, con il significato di "in pace e in guerra".
Nel mondo romano (almeno per molti secoli dell'età repubblicana) non avevano ancora preso piede gli eserciti di professionisti, ma i cittadini venivano arruolati nelle legioni quando c'era uno stato di guerra.
Il periodo di pace veniva indicato con "domi" cioè "in patria" (all'interno del pomerio nessuno poteva portare armi), il periodo di richiamo sotto le armi veniva indicato con "militiae". La congiunzione "et" veniva sostituita con il "-que" enclitico. 
La frase divenne senza dubbio emblematica, e si è continuata ad usarla spesso anche quando il latino non fu più la lingua comunemente parlata. È anche un esempio di uso del caso locativo, che nel latino classico aveva un impiego molto limitato.
Un'espressione con il medesimo significato è domi bellique.